# Harriet Scott (calciatrice)
Harriet Archer Scott (Blessington, 10 febbraio 1993) è un'ex calciatrice irlandese, di ruolo difensore. In carriera ha giocato prima per il Reading e poi per il Birmingham City nel campionato inglese. Ha collezionato 23 presenze con la maglia della nazionale irlandese.

## Carriera

### Club
Harriet Scott si lega ben presto al Reading, società con la quale cresce calcisticamente nelle giovanili fino ad arrivare alla squadra titolare, festeggiando a fine campionato 2015 la vittoria in FA WSL 2 e la conseguente promozione in FA WSL 1 per il campionato 2016.
Passata al professionismo, Scott rinnova il sodalizio con il Reading sottoscrivendo un primo accordo annuale nel gennaio 2016, rinnovandolo per le due stagioni successive e condividendo con le compagne la migliore prestazione del club, il quarto posto nel campionato 2017-2018, che le vale anche il suo primo FAI International Football Awards..
Durante il calciomercato estivo 2018 si è trasferita al Birmingham City, col quale ha giocato per cinque stagioni consecutive.
Al termine della stagione 2022-23 ha annunciato il proprio ritiro dal calcio giocato.

### Nazionale
Scott inizia ad essere convocata dalla federazione calcistica dell'Irlanda (FAI) dal 2010, inserita inizialmente nella formazione Under-17 impegnata all'edizione 2010 del campionato europeo, debuttando con la nazionale il 26 giugno, nella finale persa solo ai tiri di rigore con le pari età della Spagna.
Grazie al risultato l'Irlanda ottiene l'accesso anche al Mondiale di Trinidad e Tobago 2010. Scott, nuovamente inserita in rosa, viene impiegata in tre incontri per pochi scampoli di partita, condividendo con le compagne il percorso che vedono l'Irlanda raggiungere i quarti di finale venendo eliminata dal Giappone.
Per la convocazione nella nazionale maggiore Scott deve attendere il 2017, quando il commissario tecnico Colin Bell la inserisce nella rosa della squadra impegnata all'edizione 2017 della Cyprus Cup. Debutta il 1º marzo, nel primo incontro della fase a gironi vinto sulle avversarie della Repubblica Ceca. In seguito viene nuovamente convocata per la fase di qualificazione della zona UEFA ai Mondiali di Francia 2019, dove Bell la impiega in 4 degli 8 incontri del gruppo 3 dove la squadra, pur risultando competitiva, perde gli scontri diretti con Norvegia, entrambi, e Paesi Bassi, pareggio interno e sconfitta in trasferta, vienendo esclusa dalla fase finale del torneo.

## Palmarès

### Club
- Campionato inglese di seconda divisione: 1

Reading: 2015

### Individuale
- FAI International Football Awards: 1

2018